# Josef Šimoník
Prof. ing. Josef Šimoník, CSc. (Vrahovice, 1945. – Zlín, 2006.) bio je češki kemičar, specijaliziran za polimere.

## Vanjske poveznice
- In memoriam